# Incendies de pétrole au Koweït

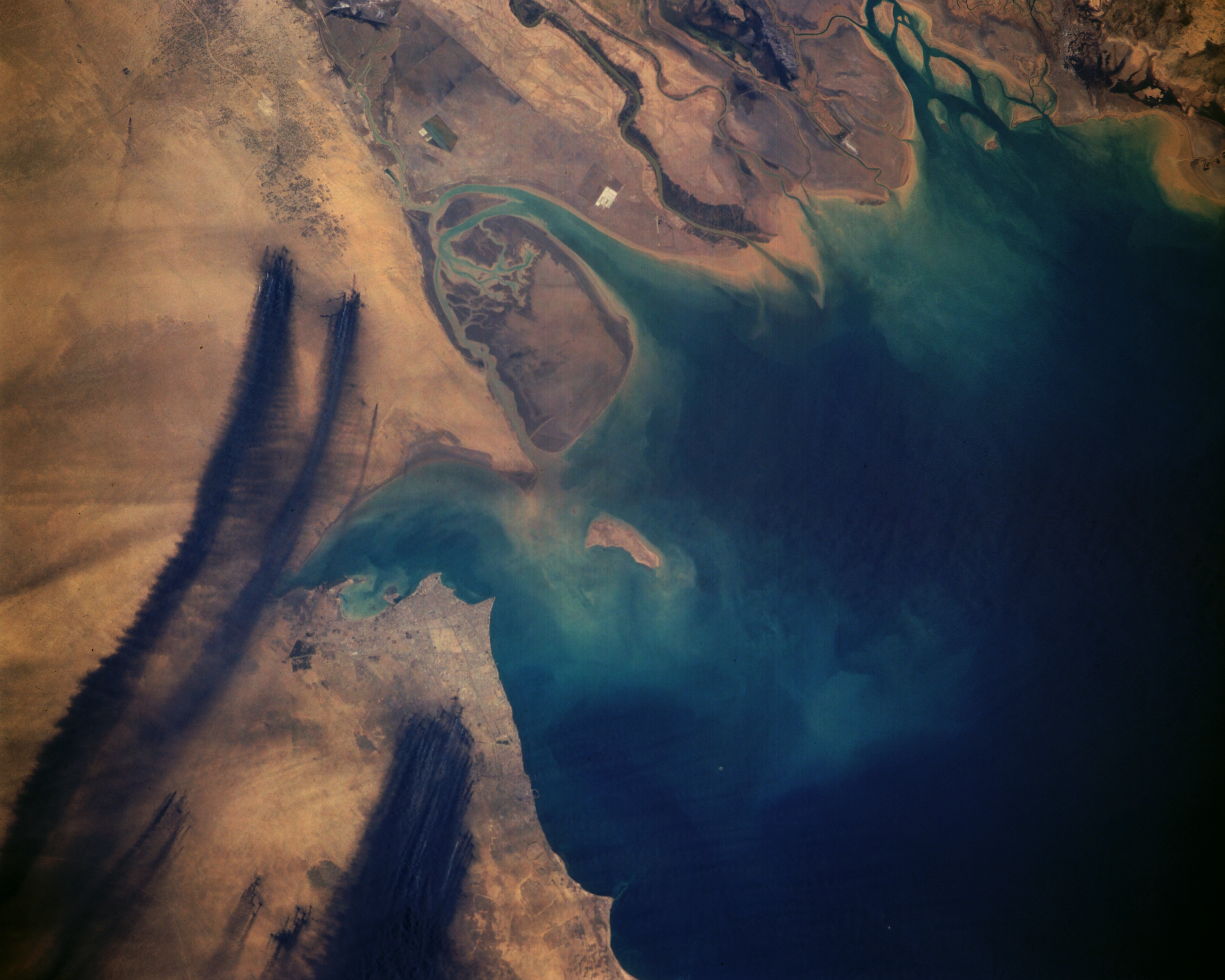
Panaches de fumée de quelques-uns des incendies de pétrole koweïtiens le 7 avril 1991, vus de la navette spatiale Atlantis pendant STS-37,.

Les incendies de pétrole au Koweït ont été causés par l'incendie par l'armée irakienne de 605 à 732 puits de pétrole signalés, ainsi que d'un nombre indéterminé de zones basses remplies de pétrole, telles que des lacs de pétrole et des tranchées d'incendie, dans le cadre d'une politique de la terre brûlée tout en se retirant du Koweït en 1991 en raison des avancées des forces de la coalition (en) dirigée par les États-Unis pendant la guerre du Golfe. Les incendies ont commencé en janvier et février 1991, et les premiers incendies de puits de pétrole ont été éteints au début d'avril 1991, le dernier puits ayant été bouché le 6 novembre 1991.